# Viloparken

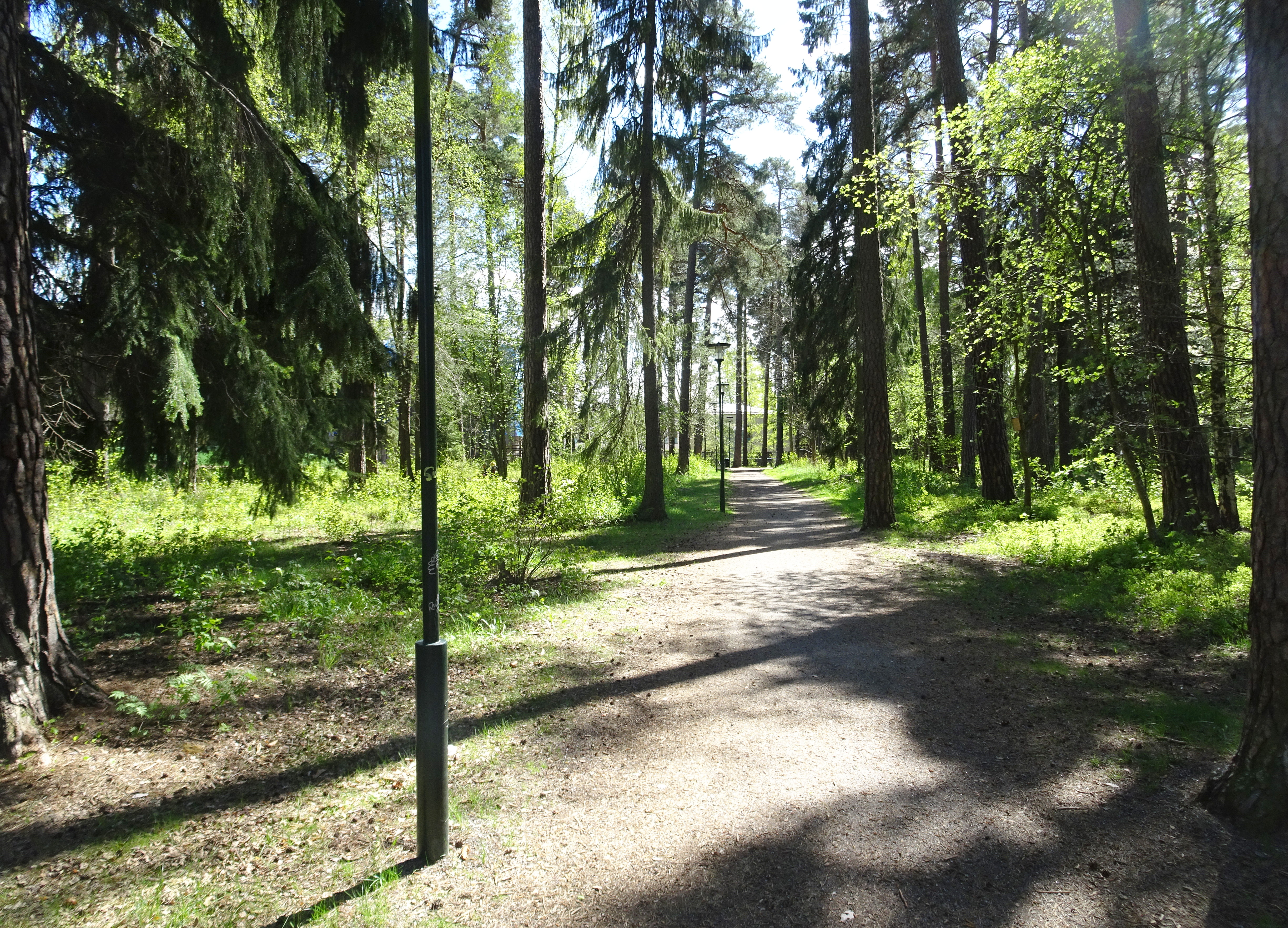
Viloparken i maj 2020.

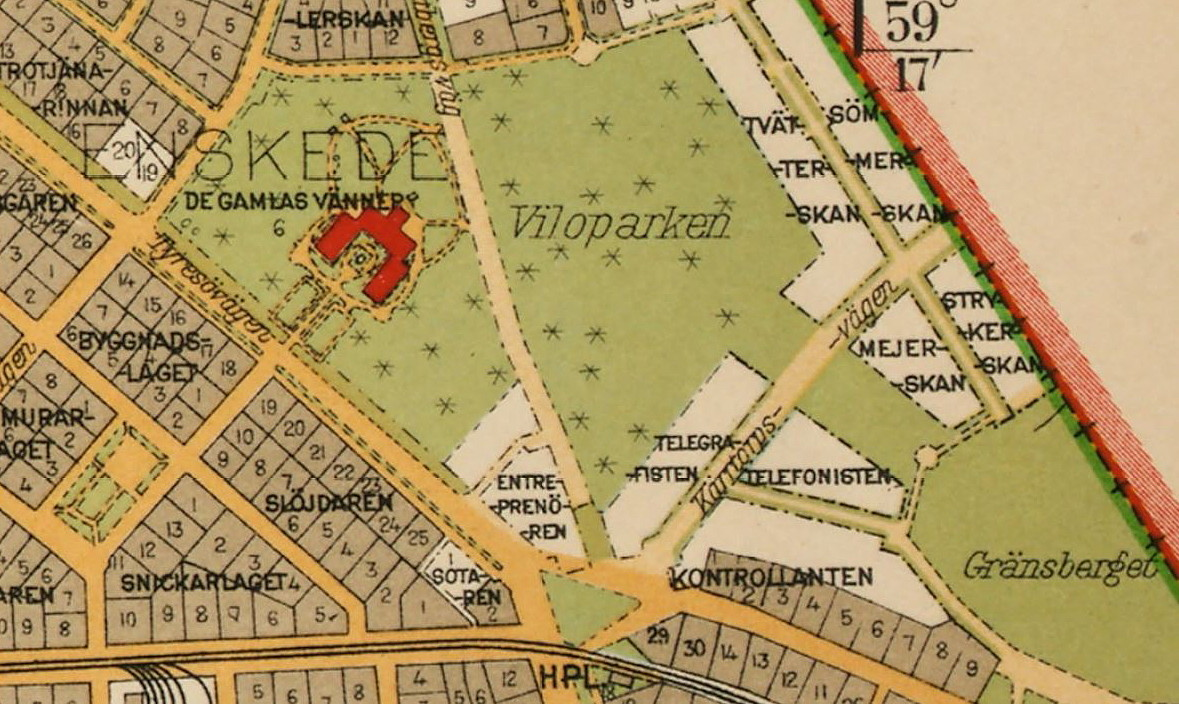
Viloparken och Hemmet för gamla 1928.

Viloparken är en naturpark i stadsdelen Enskededalen i södra Stockholm. I Viloparken ligger Hemmet för gamla och Skarpnäcks gamla skola.

## Beskrivning

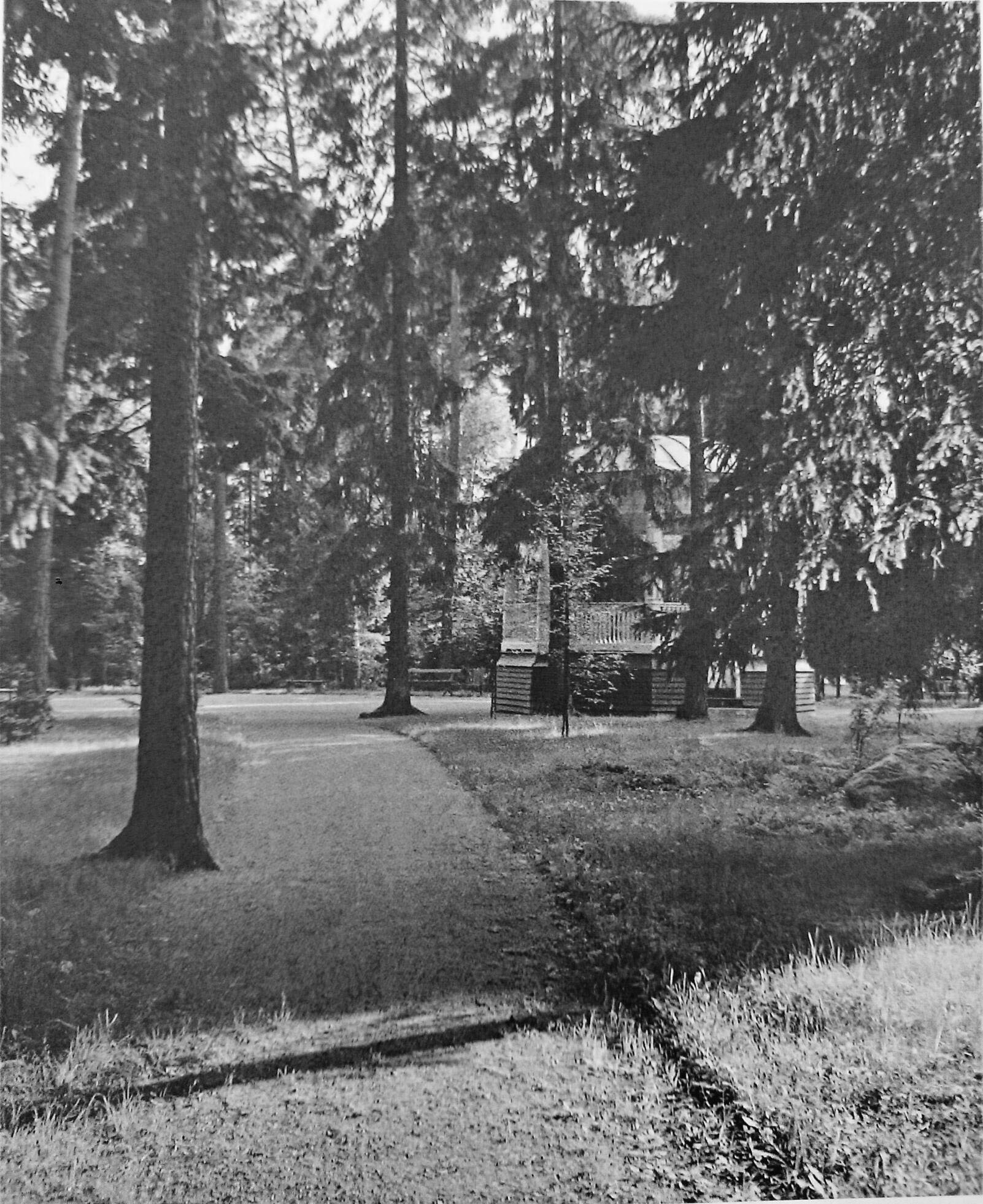
Musikpaviljongen i Viloparken, 1950-tal.

Den då fortfarande namnlösa Viloparken redovisades första gången på en stadsplan (Pl 328) signerad av Per-Olof Hallman i april 1924. Där avsattes ett naturområde för rekreation och vila för de intagna på Hemmet för gamla och de boende som snart skulle flytta in i sina nybyggda småstugor. Rakt genom grönområdet, i nord-sydlig riktning reserverades ett järnvägsområde för en framtida spårvägslinje till Skarpnäcksfältet, som eventuellt skulle bli Stockholms storflygplats. Spårvägslinjen realiserades aldrig eftersom storflygplatsen anlades i Bromma (dagens Stockholm-Bromma flygplats).
För övrigt lämnades parken till stor del i naturligt skick, bara några parkvägar anlades. I slutet av 1920-talet minskade parkens area när Skarpnäcks folkskola uppfördes i sydöstra delen. På 1940-talet fanns en musikpaviljong i parkens västra del. Stockholms Rhododendron sällskap har bedrivit stora insatser i Viloparken på 1940-talet genom att plantera en mängd rhododendronbuskar då den visade sig vara mycket lämpat för sådan odling.  
Parken minskade ytterligare genom bostadsbebyggelse i södra delen. Idag begränsas parken i stort sedd av Elisabet Olins väg i norr, av Sara Moræas väg i öster, av Kärrtorpsvägen och Skarpnäcks gamla skola i sydväst och Hemmet för gamla samt bostäderna i kvarteret De gamlas vänner. År 2017 fick parken en uppfräschning genom plantering av rododendronbuskar och nya sittplatser. Stadsdelsförvaltningen lät även ta bort sly, öppna upp gläntor och skapa siktlinjer.

## Bilder

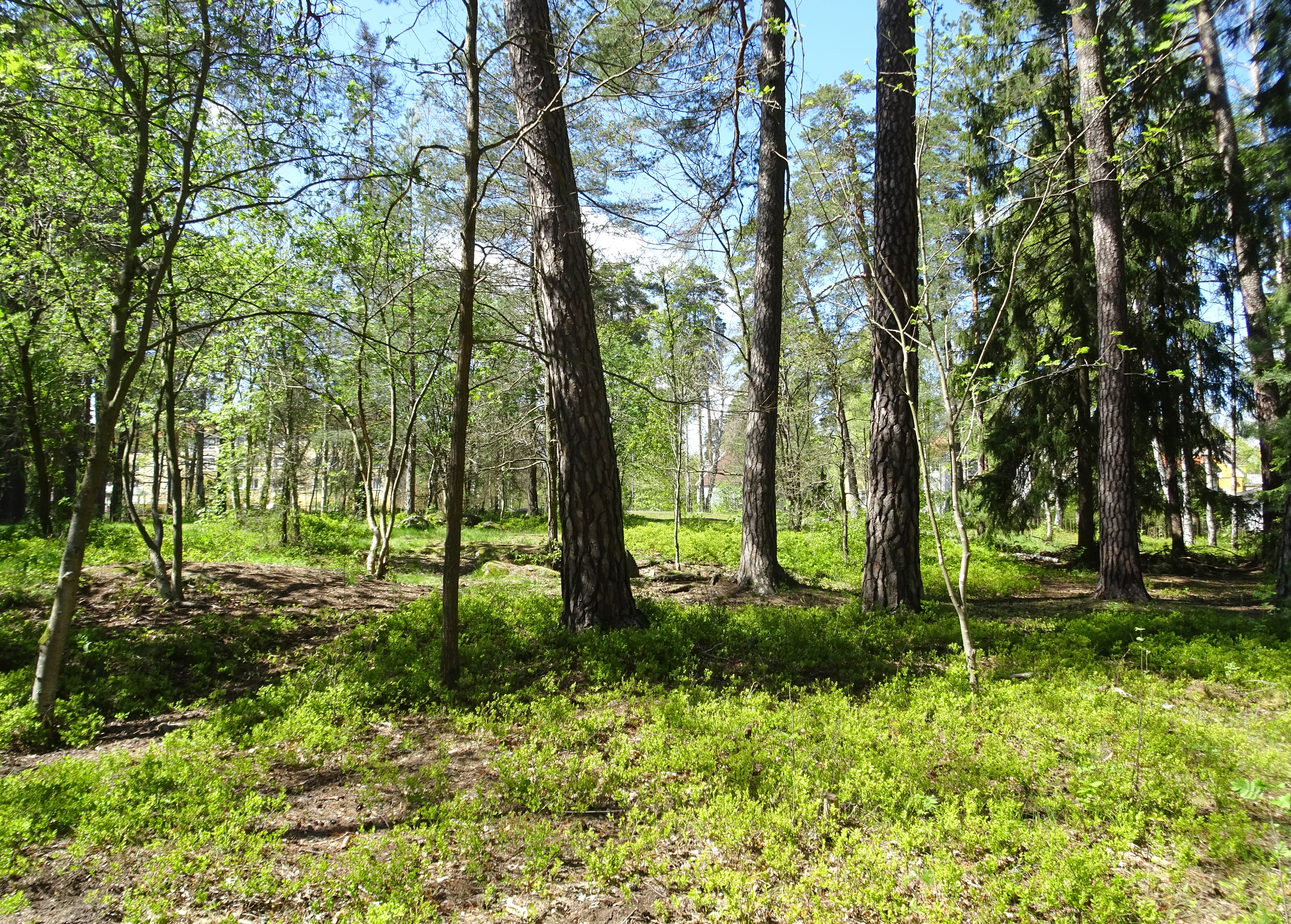
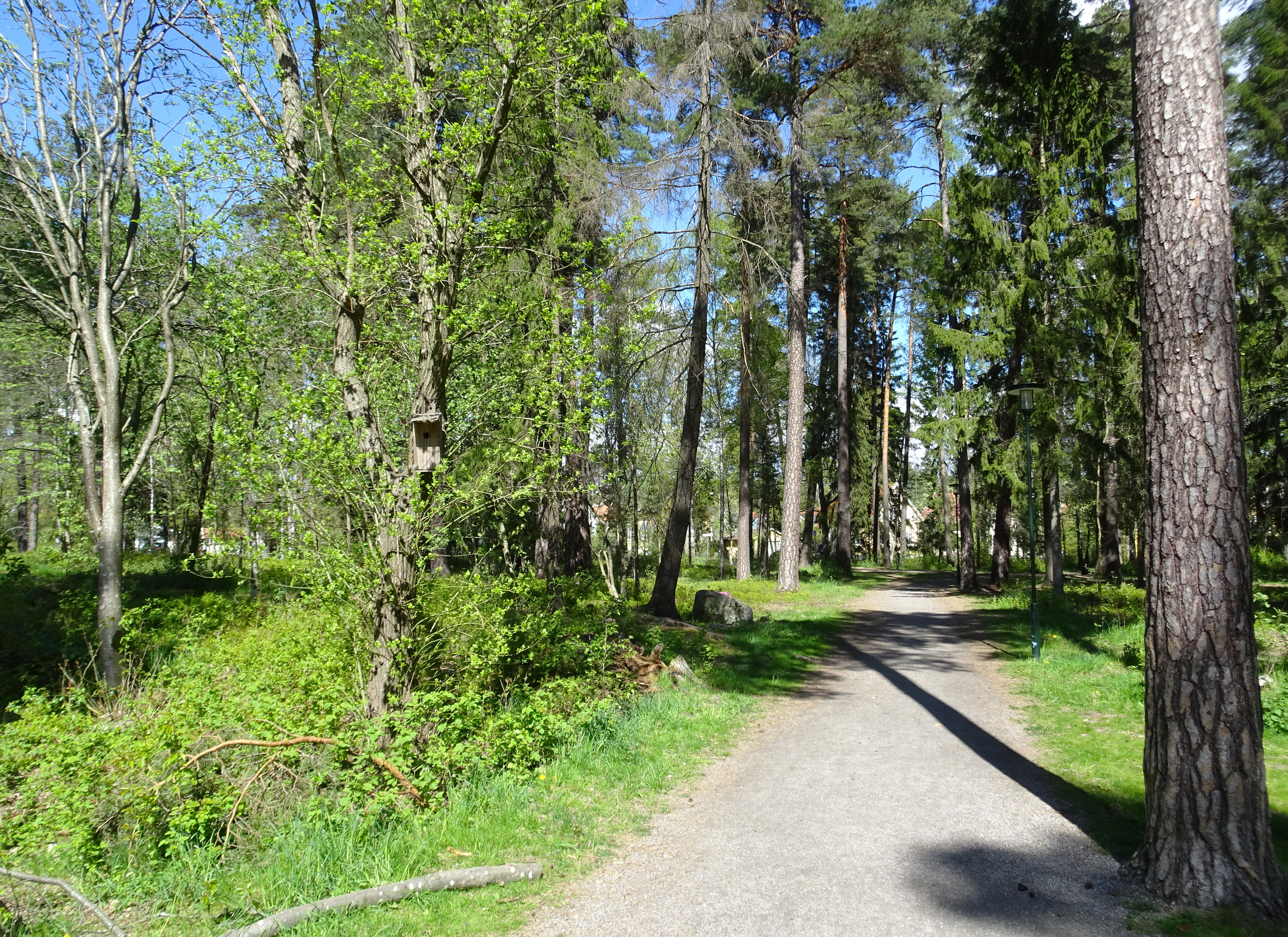
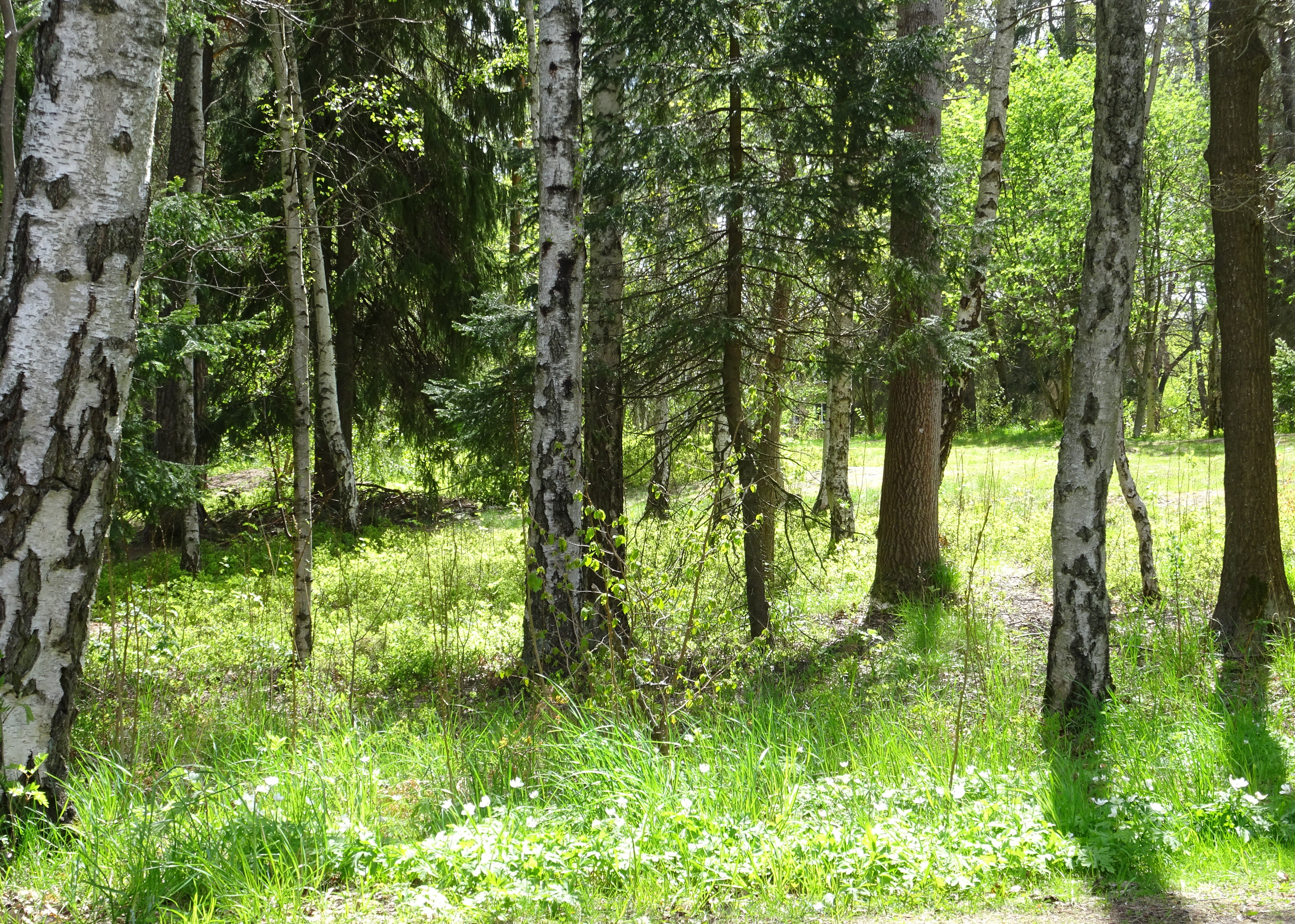
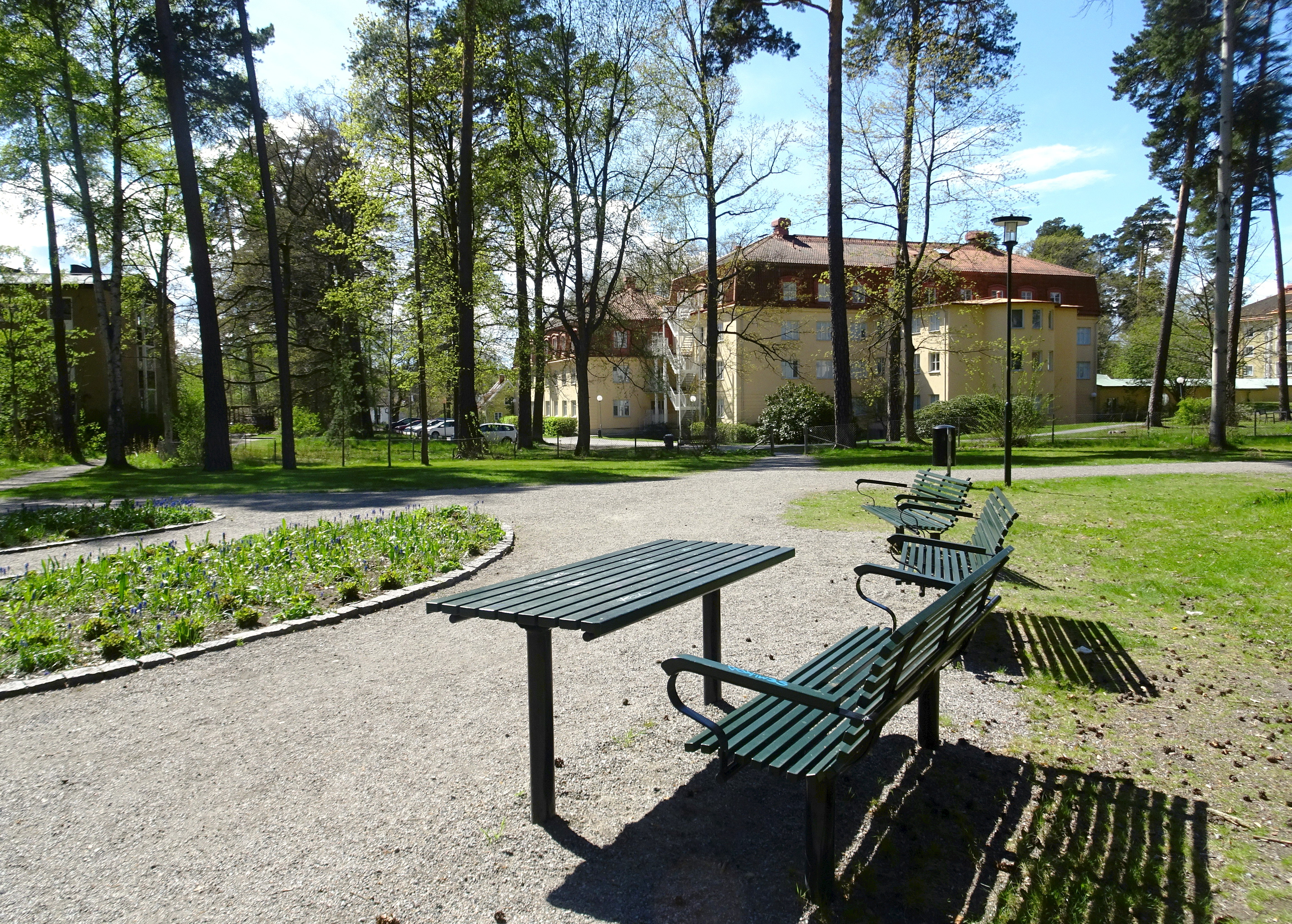